# Tatopani (Sindhupalchowk)
Tatopani (nep. तातोपानी, trl. Tātopānī, trb. Tatopani) – gaun wikas samiti w środkowej części Nepalu  w strefie Bagmati w dystrykcie Sindhupalchowk. Według nepalskiego spisu powszechnego z 2001 roku liczył on 887 gospodarstw domowych i 4487 mieszkańców (2146 kobiet i 2341 mężczyzn).